# Loïc Desriac
Loïc Desriac (* 21. Juli 1989 in Villeneuve-Saint-Georges) ist ein ehemaliger französischer Radrennfahrer.

## Werdegang
Loïc Desriac gewann 2007 in der Juniorenklasse das Eintagesrennen Bernaudeau Junior und die Gesamtwertung bei der Trophée Centre Morbihan. Im nächsten Jahr gewann er das französische Eintagesrennen Paris-Conneré. In der Saison 2009 gewann Desriac bei den U23-Rennen Loire-Atlantique und Coupe des Nations Ville Saguenay jeweils eine Etappe. Ende des Jahres fuhr er für das französische ProTeam Ag2r La Mondiale als Stagiaire jedoch kam im Anschluss kein Vertrag zustande.
Zur Saison 2011 wurde Desriac Mitglied im UCI Continental Team Roubaix Lille Métropole. Obwohl bei einigen Rennen des nationalen Kalenders erfolgreich, blieb er international ohne zählbare Erfolge, so dass er nach drei Jahren das Team wieder verlassen musste. In der Saison 2014 fuhr er für den französischen Verein 	GSC Blagnac Vélo Sport 31 und erzielte mit dem Gewinn der dritten Etappe der Tour du Maroc den einzigen Erfolg bei den UCI Continental Circuits.
In den Folgejahren fuhr Desriac für verschiedene asiatische Vereine mit kurzen Intermezzos bei Continental Teams und startete vorrangig bei Rennen der UCI Asia Tour. Trotz einer Reihe von Top-10-Platzierungen gelang ihm keine dauerhafte Verpflichtung durch ein professionelles Radsportteam.
Seit der Saison 2021 wird Desriac nicht mehr in den Ergebnislisten der UCI geführt.

## Erfolge
2007
- Gesamtwertung und eine Etappe Trophée Centre Morbihan
- Bernaudeau Junior

2009
- eine Etappe Coupe des Nations Ville Saguenay

2014
- eine Etappe Tour du Maroc

2015
- Bergwertung Tour de Hokkaidō